# George Harrison (natation)
Pour les articles homonymes, voir George Harrison (homonymie) et Harrison.
George Harrison (né le 9 avril 1939 et décédé le 3 octobre 2011) est un nageur américain. Lors des Jeux olympiques d'été de 1960 disputés à Rome, il remporte une médaille d'or au relais 4 x 200 m nage libre, battant au passage le record du monde. Il a battu deux records du monde durant sa carrière, au 400 mètres quatre nages en 1960.

## Palmarès
- médaille d'or au relais 4 x 200 m nage libre aux Jeux olympiques de Rome en 1960
- médaille d'or au 400 m nage libre aux Jeux panaméricains de 1959